# Anta (luna)
Anta (grško Άνθη: Ánte) je zelo majhen Saturnov naravni satelit, ki ima tirnico med lunama Mimas in Enkelad.

## Odkritje
Luno Anta so odkrili člani skupine Cassini Imaging Science Team 30. maja 2007 . Po odkritju so tudi na starih posnetkih, ki jih je naredila sonda Cassini že junija 2004, opazili manjšo luno. Odkritje so objavili 18. julija 2007 .
Najprej je dobila začasno oznako S/2007 S 4. Uradno ime je dobila (podobno kot luni Metona in Palena) po eni izmed Alkionid (Anta) iz grške mitologije.  

## Lastnosti
Luna Anta kroži okoli Saturna na oddaljenosti okoli 197.700 km. Obhodna doba je malo več kot 1 dan. Izsrednost tirnice je samo 0,001. Premer lune je 2 km. Nanjo močno vpliva luna Mimas. To povzroča, da se velikost njene velike polosi niha za 20 km v časovnem obdobju 2 let. Bližina dveh lun (Palena in Metona) kaže na to da te lune tvorijo zelo dinamično skupino.